# Scaphopetalum thonneri
Scaphopetalum thonneri är en malvaväxtart som beskrevs av Wildem.. Scaphopetalum thonneri ingår i släktet Scaphopetalum och familjen malvaväxter. Utöver nominatformen finns också underarten S. t. klainei.